# 东田镇 (江华县)
东田镇，是中华人民共和国湖南省永州市江华瑶族自治县历史上的一个乡镇级行政单位。2015年11月合并至涔天河镇。

## 行政区划
东田镇撤銷前下辖以下地区：
东田社区、崩塘村、赴马营村、谢家湾村、鹧鸪坝村、周家寨村、蒋家寨村、水东村、排楼村、茶园村、聂家寨村、阳华庙村、东田村、双石桥村、的口塘村、牛山村、泥井村、下茶园村和涔天河社区。